# Ideal nilpotent
În matematică, în special în teoria inelelor⁠(d), se spune despre un ideal {\displaystyle I} într-un inel {\displaystyle R} că este un ideal nilpotent dacă există un număr natural k astfel încât {\displaystyle I^{k}=0}. Prin {\displaystyle I^{k}} se înțelege subgrupul aditiv generat de mulțimea  tuturor produselor elementelor k din {\displaystyle I}. Prin urmare, {\displaystyle I} este nilpotent dacă și numai dacă există un număr natural k astfel încât produsul oricăror k elemente ale lui {\displaystyle I} este 0.
Noțiunea de ideal nilpotent este mult mai puternică decât cea de nilideal în multe clase de inele. Totuși, există cazuri în care cele două noțiuni coincid – acest lucru este exemplificat de teorema lui Levitzky. Noțiunea de ideal nilpotent, deși interesantă în cazul inelelor comutative, prezintă un interes sporit în cazul inelelor necomutative⁠(d).

## Relația cu nilidealele
Noțiunea de ideal nilpotent are o legătură strânsă cu cea de nilideal, iar în unele clase de inele cele două noțiuni coincid. Dacă un ideal este nilpotent, este, desigur, un nilideal, dar un nilideal nu trebuie să fie nilpotent din mai multe motive. Primul este că nu trebuie să existe o limită superioară globală a exponentului necesar pentru a anihila diferite elemente ale idealului nul, iar în al doilea rând, fiecare element fiind nilpotent nu forțează ca produsele de elemente distincte să se anuleze.
Într-un inel artinian drept, orice nilideal este nilpotent. Acest lucru este demonstrat prin observația că orice nilideal este conținut în radicalul Jacobson⁠(d) al inelului și, deoarece radicalul Jacobson este un ideal nilpotent (datorită ipotezei artiniene), enunțul rezultă. De fapt, acest lucru poate fi generalizat la inele noetheriene⁠(d) drepte; acest rezultat este cunoscut sub numele de teorema lui Levitzky.